# Despertador

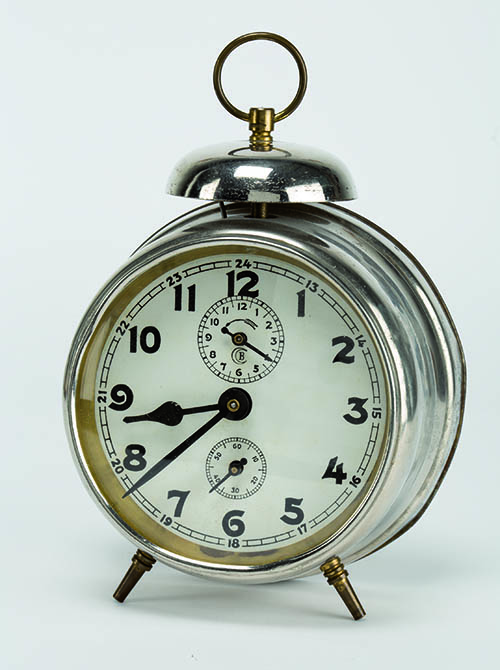
Babywecker, Badische Uhrenfabrik, Furtwangen - 1925

Un despertador és un tipus de rellotge que s'utilitza per a despertar-se mitjançant un so o música a una hora determinada.
Per a detenir el so, és necessari estrènyer un botó o manovella. Alguns es detenen automàticament després d'alguns minuts. Un rellotge despertador analògic clàssic té una manovella addicional que s'usa per a especificar l'horari en el qual s'ha d'activar l'alarma.
Els rellotges despertadors mecànics tradicionals posseeixen una campaneta en la part superior que produeix el so, però els despertadors analògics poden fer altres sorolls. Els més simples, alimentats per piles fan un so simple, repetitiu, mentre que els més nous poden parlar, riure, o cantar. Alguns posseeixen ràdio, que comença a funcionar a una hora especificada. El nom més específic per a aquest artefacte és ràdio-rellotge. Un telèfon mòbil pot contenir una funció de despertador o incloure una agenda amb alarma i, per tant, funcionar com a tal. En els dos casos se'ls hi denominaria "telèfon mòbil amb despertador".

## Característiques

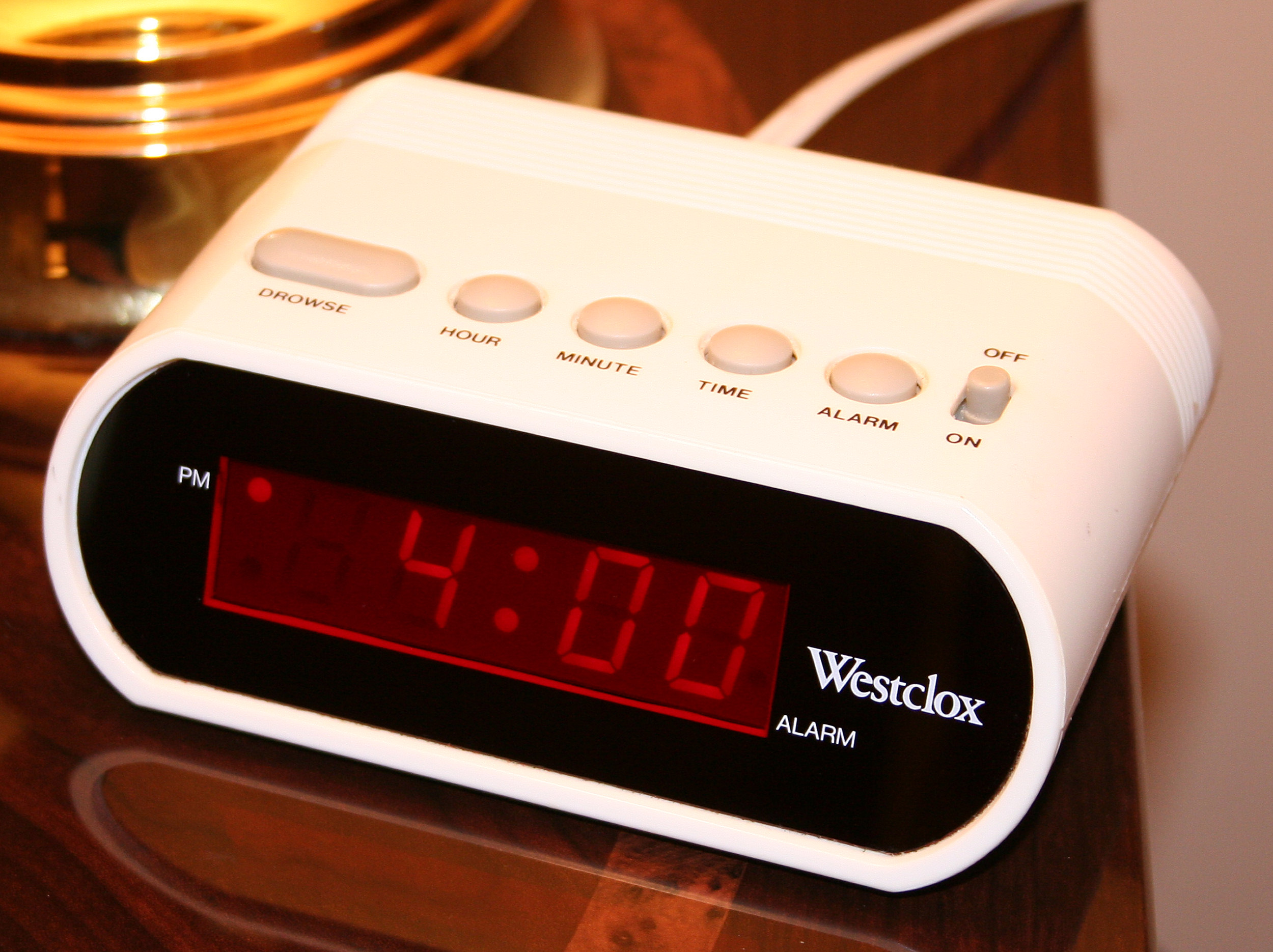
Despertador digital.

Un rellotge despertador pot tenir les següents característiques:
- Tipus d'alarma
  - Alarma amb volum en progressió
  - Variats sons
  - Ràdio
  - Campanetes, del clàssic disseny amb manovelles i sense ràdio
- Repetició de l'alarma cada cert temps, en cas que l'usuari es torne a dormir
- Activació segons el dia de la setmana
- Il·luminació
- Ajustament automàtic de l'hora

## Origen

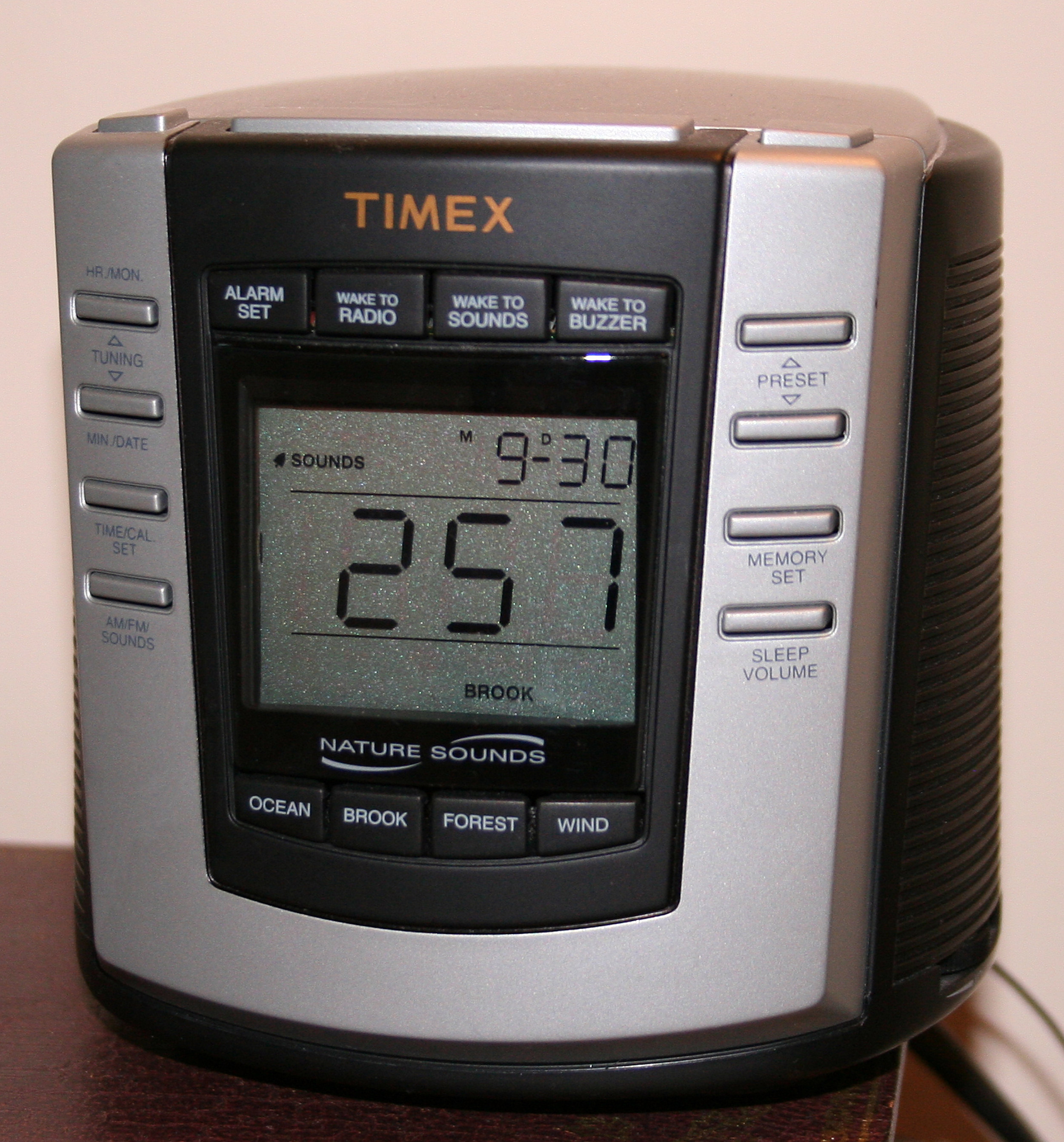
Ràdio rellotge digital despertador.

El primer sistema per a despertar-se a una hora determinada va ser inventat pels grecs cap a l'any 250 aC. Consistia en un ocell mecànic que sonava quan la marea pujava de nivell. El despertador tal com es coneix avui va ser inventat pel rellotger Levi Hutchins de Nou Hampshire, EUA, el 1787. Fins llavors la gent era despertada pel sol però el rellotger es despertava a les quatre de la matinada, hora en la qual encara no ha eixit el sol. Hutchins va col·locar una palanca en el número quatre perquè, quan la maneta marcara aqueixa hora, sonara una campana.